# Стогово (Московская область)
Стогово — упразднённое село в Сергиево-Посадском городском округе Московской области России.

## География
Урочище находится в северо-восточной части области, в зоне хвойно-широколиственных лесов, на правом берегу реки Молокчи, к северу от автодороги А108, на расстоянии примерно 13 километров (по прямой) к востоку от города Сергиев Посад, административного центра округа.

### Климат
Климат характеризуется как умеренно континентальный, с умеренно холодной зимой и тёплым летом. Среднегодовая температура воздуха — +2,7 °C. Средняя температура воздуха самого холодного месяца (января) — −11,3 °C (абсолютный минимум — −48 °C), средняя температура самого тёплого (июля) — +17 °С (абсолютный максимум — +36 °C). Годовое количество атмосферных осадков — 630 мм, из которых около 70 % выпадает в период с апреля по октябрь.

## История
В «Списке населенных мест Владимирской губернии по сведениям 1859 года» населённый пункт упомянут как погост Стоговский Александровского уезда, расположенная в 23 верстах от уездного города. В погосте насчитывалось 3 двора и проживало 15 человек (9 мужчин и 6 женщин).
По состоянию на 1905 год, в Стогове имелось 5 дворов и проживало 14 человек. В административном отношении погост входил в состав Ботовской волости.
По данным 1926 года в селе имелось 6 хозяйств и проживало 18 человек (8 мужчин и 10 женщин). Являлось частью Малинниковского сельсовета Шараповской волости Сергиевского уезда Московской губернии.

## Храм Николая Чудотворца
Церковь в Стогове была известна уже в XVI веке. В 1802—1803 годах на средства митрополита Новгородского Амвросия (Подобедова), родившегося в селе, был построен каменный однокупольный храм в стиле провинциального классицизма с небольшой трапезной и колокольней. Закрыт в 1937 году, в 1950-60-х годах были разрушены колокольня и основное здание храма. В 1996 году уцелевшая трапезная была передана верующим. В настоящее время храм восстановлен, проводятся богослужения.